# Грушка (Львівський район)
Гру́шка — село в Україні, у Кам'янка-Бузькій міській громаді, Львівського району Львівської області. До 2020 року села Зубів Міст, Грушка, Обидів, Рожанка та Ягідня підпорядковувалося Зубівмостівській сільській раді, нині орган місцевого самоврядування — Кам'янка-Бузька міська рада. Населення становить 17 осіб.

## Географія
Село Грушка розташоване за 45 км від обласного центру, 45 км від районного центру та 11 км від адміністративного центру міської громади. За 9 км знаходиться найближча залізнична станція Батятичі.
Вулиці
У селі Грушка налічується 2 вулиці.
- Зелена
- Молочна

## Населення
За даними всеукраїнського перепису населення 2001 року у селі мешкало 37 осіб, у 2021 році — 17 осіб.
Мова
Розподіл населення за рідною мовою за даними перепису 2001 року був наступним:
| українська | 37 | 100,00 |